# NGC 1576
NGC 1576 (другие обозначения — MCG -1-12-7, PGC 15089) — галактика в созвездии Эридан.
Этот объект входит в число перечисленных в оригинальной редакции «Нового общего каталога».